# Frontrunner (Schiffstyp)

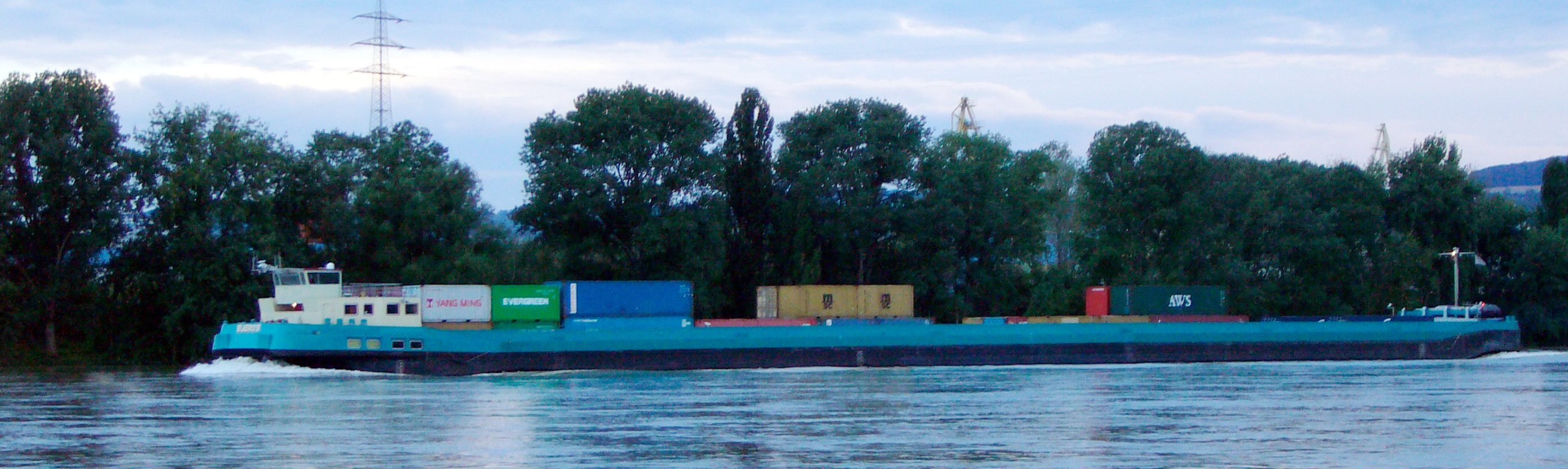
Frontrunner Jero

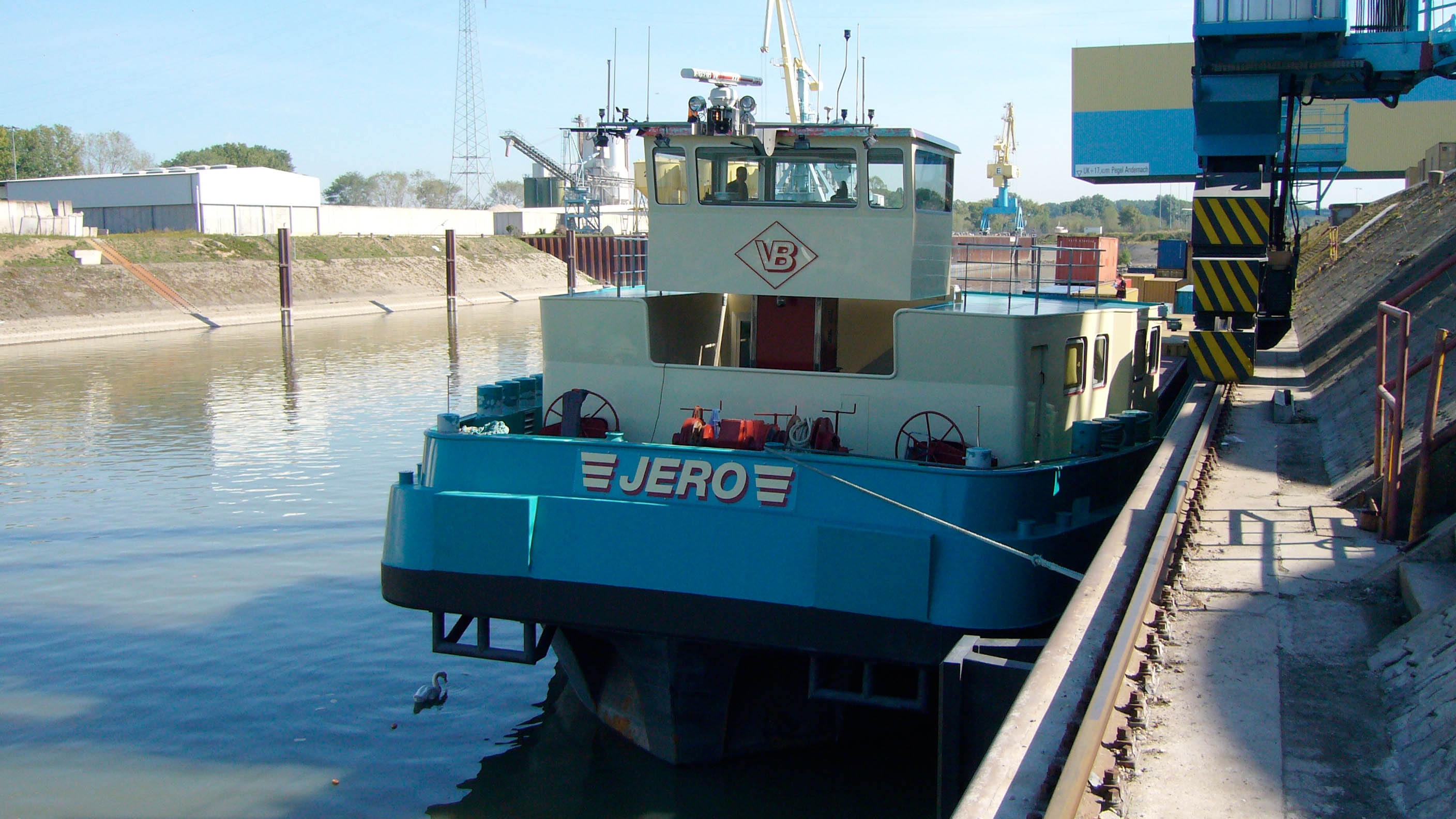
Bugansicht mit Ruderhaus und Wohnung

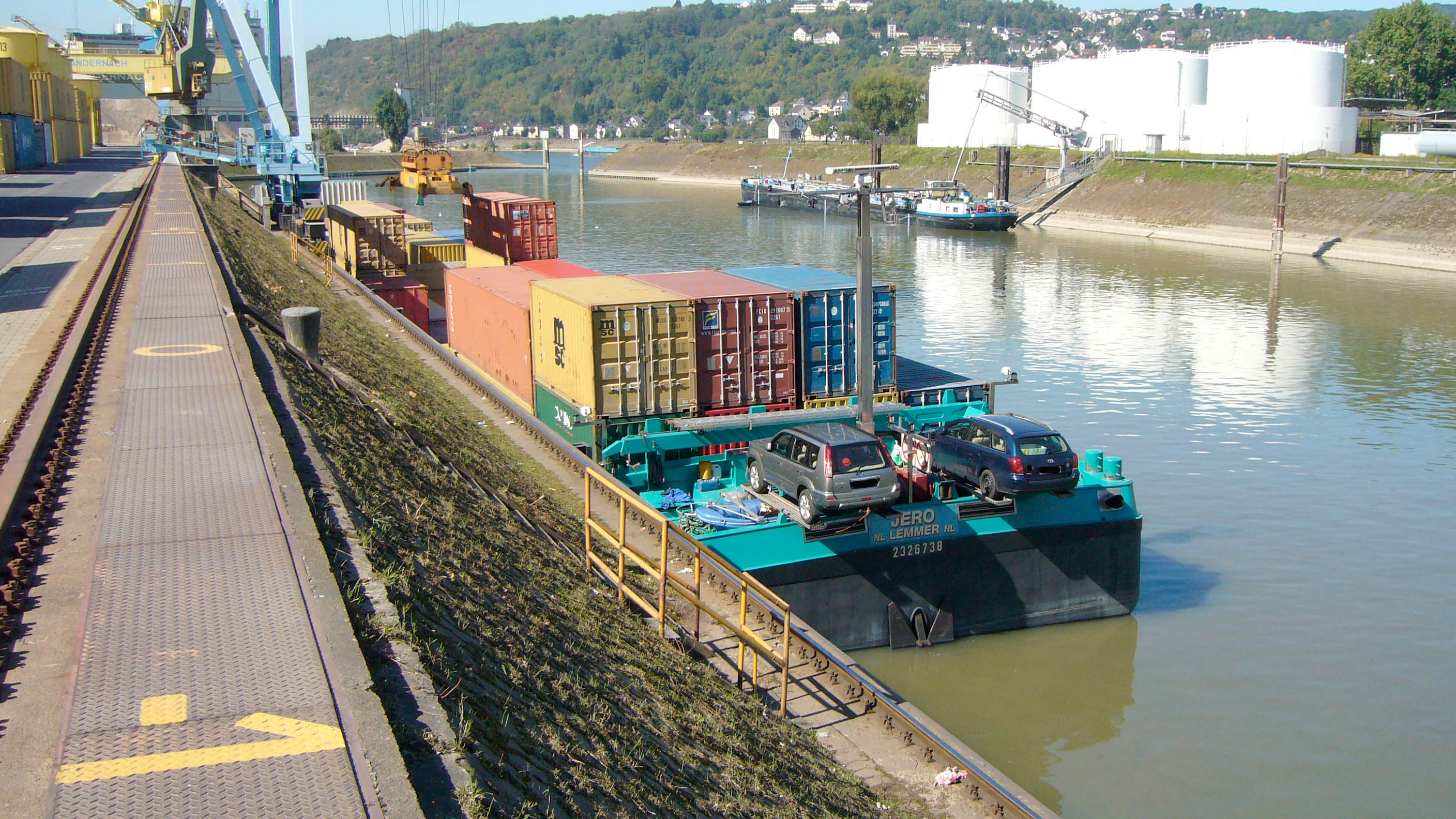
Heckansicht mit Parkplatz

Der Frontrunner ist ein Binnenschiffstyp, der erstmals 2003 in Fahrt kam.
Der Frontrunner ist ein völlig neu entwickeltes Binnenschiff, bei dem die Wohnung und das Ruderhaus im Bugbereich liegen. Durch diese Bauart kann der Laderaum optimal genutzt und mehr Ladung/Container als mit einem konventionellen Schiff transportiert werden. 2005 wurde dieser Entwurf mit dem Unternehmerspreis der CBOB (Christlicher Binnenschifffahrts-Unternehmerverband NL) ausgezeichnet.
Der erste Frontrunner Cornelia wurde Anfang November 2003 in Dienst gestellt. Der Rumpf wurde in der Ukraine gebaut, die Fertigstellung führte Teus Vlot in Sliedrecht aus. Bei einer Länge von 84,63 m, einer Breite von 11,45 m und einem Tiefgang von 3,20 m konnte das Schiff 2.126 Tonnen laden. In der Containerfahrt konnten 11 TEU, anstatt 9–10 bei konventionellen Schiffen, hintereinander gestellt werden. Das sind bei drei Lagen 128 und bei vier Lagen 172 TEU. 2006 wurde das Schiff auf 110 m verlängert. Bei einem Leergewicht von 700 Tonnen und einer Tragfähigkeit von 2.945 Tonnen können 236 TEU in vier Lagen geladen werden, das sind 28 mehr als bei einem normalen 110-m-Schiff. Mit 850 Tonnen Ballast und drei Lagen Container, hat das Schiff eine Höhe von nur 6,55 m und kann so auch in Noord-Holland eingesetzt werden. Trotz der Verlängerung ist der Treibstoffverbrauch gleich geblieben.
Die zweigeschossige Wohnung und das hydraulisch in der Höhe verstellbare Steuerhaus sind im Bugbereich. Durch diese Anordnung gibt es auch keinen toten Winkel für den Schiffsführer. Ein Deck der Wohnung liegt innerhalb des Schiffsrumpfs. Der Maschinenraum ist im Heckbereich.

## Technische Daten
Hier exemplarisch für einen 135-m-Frontrunner
- Länge = 135 m
- Breite = 11,45 m
- Tiefgang = 3,20 m
- Tragfähigkeit 3.561 Tonnen / 300 TEU in vier Lagen
- Rauminhalt 6.000 m³
- 2 × Mitsubishi S12A-MPTK je 701 kW auf zwei Schrauben
- 2 × Mitsubishi 6DC24TC je 275 kW für Bugstrahlruder
- 1 Dieselgenerator

## Quelle
Informatie Binnenvaart, NL